# Robert Doornbos
Robert Doornbos, född 23 september 1981 i Rotterdam, är en nederländsk racerförare.

## Racingkarriär
Doornbos, som varit test- och reservförare i Jordan,  gjorde debut i formel 1 för Minardi i Tysklands Grand Prix 2005. Han blev senare test- och reservförare för Red Bull-stallet. Han fick dock ersätta stallets andreförare Christian Klien i de tre sista loppen säsongen 2006.
Säsongen 2007 körde Doornbos för Minardi Team USA i Champ Car, där han slutade på tredje plats. Han slutade även trea i Superleague Formula för AC Milan 2008, innan han körde i IndyCar 2009 med Newman/Haas/Lanigan Racing, innan han lämnade stallet i augusti samma år för att avsluta säsongen med HVM Racing.

## F1-karriär
| Säsong | Stall/Tillverkare | Poäng | Placering |
| ------ | ----------------- | ----- | --------- |
| 2005   | Minardi-Cosworth  | 0     | –         |
| 2006   | Red Bull-Ferrari  | 0     | –         |

## Champ Car-segrar
| Nummer | Bana           | År   |
| ------ | -------------- | ---- |
| 1      | Mont Tremblant | 2007 |
| 2      | San Jose       | 2007 |